# Mariëlle Vavier
Mariëlle Vavier (Waddinxveen, 1970) is een Nederlandse politica namens GroenLinks. Sinds 27 september 2022 is zij wethouder van Den Haag. 

## Biografie
Vavier is geboren en getogen in de polders van Waddinxveen. Ze studeerde orthopedagogiek aan de Universiteit Leiden. Ze was bestuurssecretaris bij Jeugdbescherming west. Ze was voor GroenLinks onder andere actief voor de fractie en de afdeling in Den Haag. Vanaf 2018 was zij er namens GroenLinks gemeenteraadslid. In 2021 werd zij er verkozen tot lijsttrekker voor de gemeenteraadsverkiezingen van 2022 en werd zij er fractievoorzitter van GroenLinks. Sinds 2022 is zij er wethouder van onder meer armoede, inclusie, volksgezondheid, zorg, internationale zaken en stadsdeel Laak.
Op 2 juli 2025 werd zij door de Haagse leden van GroenLinks en PvdA verkozen tot lijsttrekker van GroenLinks-PvdA Den Haag voor de gemeenteraadsverkiezingen van 2026.